# Eupithecia cestata
Eupithecia cestata  là một loài bướm đêm trong họ Geometridae.